# ビクター・ボドニック
- ビクター・ボドニク

ビクター・フランシスコ・ボドニック（Victor Francisco Vodnik, 1999年10月9日 - ）は、アメリカ合衆国カリフォルニア州ウィッティア出身のプロ野球選手（投手）。右投右打。MLBのコロラド・ロッキーズ所属。

## 経歴

### プロ入りとブレーブス傘下時代
2018年のMLBドラフト14巡目（全体412位）でアトランタ・ブレーブスから指名され、プロ入り。契約後、傘下のルーキー級ガルフ・コーストリーグ・ブレーブスでプロデビュー。4試合に登板して1勝1敗、防御率9.64、9奪三振を記録した。
2019年はA級ローム・ブレーブスでプレーし、23試合（先発3試合）に登板して1勝3敗1セーブ、防御率2.94、69奪三振を記録した。
2020年はCOVID-19の影響でマイナーリーグの試合が開催されなかったため、公式戦の登板は無かった。
2021年はAA級ミシシッピ・ブレーブスでプレーし、11試合に先発登板して1勝4敗、防御率5.35、41奪三振を記録した。オフにはアリゾナ・フォールリーグに参加し、ピオリア・ハベリーナズに所属した。
2022年はAA級ミシシッピとAAA級グウィネット・ブレーブスでプレーし、2球団合計で31試合に登板して2勝0敗3セーブ、防御率2.34、47奪三振を記録した。
2023年、ブレーブス傘下では開幕からAA級ミシシッピでプレーした。

### ロッキーズ時代
2023年7月24日にピアース・ジョンソンとのトレードで、タナー・ゴードンと共にコロラド・ロッキーズへ移籍した。移籍後は傘下のAA級ハートフォード・ヤードゴーツへ配属された。AAA級アルバカーキ・アイソトープスを経て9月8日にメジャー契約を結んでアクティブ・ロースター入りし、9日のサンフランシスコ・ジャイアンツ戦でメジャーデビュー。この年メジャーでは6試合に登板して1勝0敗、防御率8.31、12奪三振を記録した。

## 投球スタイル
平均96mph（約154.4km/h）の速球と80mph台後半のチェンジアップのコンビネーションで組み立てる投球を見せる。

## 詳細情報

### 年度別投手成績
| 年 度    | 球 団    | 登 板 | 先 発 | 完 投 | 完 封 | 無 四 球 | 勝 利 | 敗 戦 | セ 丨 ブ | ホ 丨 ル ド | 勝 率 | 打 者 | 投 球 回 | 被 安 打 | 被 本 塁 打 | 与 四 球 | 敬 遠 | 与 死 球 | 奪 三 振 | 暴 投 | ボ 丨 ク | 失 点 | 自 責 点 | 防 御 率 | W H I P |
| -------- | -------- | ----- | ----- | ----- | ----- | -------- | ----- | ----- | -------- | ----------- | ----- | ----- | -------- | -------- | ----------- | -------- | ----- | -------- | -------- | ----- | -------- | ----- | -------- | -------- | ------- |
| 2023     | COL      | 6     | 0     | 0     | 0     | 0        | 1     | 0     | 0        | 0           | 1.000 | 44    | 8.2      | 15       | 0           | 3        | 0     | 0        | 12       | 0     | 0        | 9     | 8        | 8.31     | 2.07    |
| 2024     | COL      | 64    | 0     | 0     | 0     | 0        | 5     | 4     | 9        | 6           | .556  | 320   | 73.2     | 72       | 7           | 37       | 1     | 1        | 65       | 4     | 0        | 37    | 35       | 4.28     | 1.48    |
| MLB：2年 | MLB：2年 | 70    | 0     | 0     | 0     | 0        | 6     | 4     | 9        | 6           | .600  | 364   | 82.1     | 87       | 7           | 40       | 1     | 1        | 77       | 4     | 0        | 46    | 43       | 4.70     | 1.54    |

- 2024年度シーズン終了時

### 年度別守備成績
| 年 度 | 球 団 | 投手（P） | 投手（P） | 投手（P） | 投手（P） | 投手（P） | 投手（P） |
| 年 度 | 球 団 | 試 合     | 刺 殺     | 補 殺     | 失 策     | 併 殺     | 守 備 率  |
| ----- | ----- | --------- | --------- | --------- | --------- | --------- | --------- |
| 2023  | COL   | 6         | 2         | 0         | 0         | 0         | 1.000     |
| 2024  | COL   | 64        | 9         | 5         | 0         | 0         | 1.000     |
| MLB   | MLB   | 70        | 11        | 5         | 0         | 0         | 1.000     |

- 2024年度シーズン終了時

### 背番号
- 60（2023年）
- 38（2024年 - ）